# 魔王と踊れ! II change of the world
『魔王と踊れ! II change of the world』（まおうとおどれ つー ちぇんじ おぶ ざ わーるど）は、2009年1月30日にcatwalkより発売された日本のアダルトゲームである。
『魔王と踊れ! 〜Legend of the Lord of Lords〜』から10年後の世界を描いたコンピュータゲーム。未プレイのユーザーがプレイしても大丈夫なつくりだが、前作のキャラクターがゲスト出演しており前作のプレイヤーも楽しめるようになっている。

## 概要

### システム
アドベンチャーゲームパート
このパートはテキスト選択型のアドベンチャーゲームの体裁をとる。街で情報を集めたりするため、重要な情報を見逃さないようにする必要がある。
戦闘
このパートはタクティカルRPGの体裁をとる。
キャラクターおよび敵の向きによりダメージが変化し、背後からの攻撃はダメージが大きくなる。
戦闘中主人公は声を発し、ヒロインとの合体技の演出が強化された。
一部イベント戦闘では敵の殲滅に加えて『竜の卵を守る』といった特殊な勝利条件が付いたものもある。
また、あらかじめモードを設定した上で仲間たちが自動的に戦闘を行う「オートモード」が存在する。
なお、2周目以降は戦闘を飛ばすことも可能である。
キャラクターについて
パーティーに参加している4人は「パーソナルアクション」という能力を持っており、プレイヤーはその能力を使用して罠の解除をしたり戦闘を有利に進めることが可能である。
また、キャラクターのレベルを上げると上位職に転職することが可能である。
なお、ユーザーの要望を受け、よく使う魔法やセーブ機能などはキーボードのショートカットキーに割り当てられている。

## あらすじ
リブファール王国の騎士ソロンは、その地位に不満を持ち堕落した日々を送っていた。ある日、彼は自分を変えるために国を出て放浪の旅に出ようと考えた。そんな矢先、邪淫教団がリブファールでクーデターを起こそうと画策していた。ソロンは、仲間とともにクーデター阻止に乗り出した。

## 登場人物
ソロン・アンジュー
声 - 新田祐一
名門・アンジュー家の騎士。両親を亡くして以降は執事と暮らしている。
マリー・グルノーブル
声 - 民安ともえ
アンジューの幼馴染である司祭見習い。おてんばで、ソロンを殴ることもある。
ファータ
声 - 天天
エルフの魔術師で、ターシャへ弟子入りするためにリブファールに来た。のんびりした性格だが、魔術の腕は高い。
クリン
声 - 金田まひる
遺跡を中心に活動する盗賊の少女で、弓矢や投てき用短剣など飛び道具を得意とする。トレジャーハンターを自称しており、宝物の鑑定に優れている。
アセイミー
声 - 紬叶慧
ターシャの使い魔である黒猫。猫の姿でファータの肩に乗ることが多いが、人型になることも可能。
ユーリア
声 - 韮井叶
リブファールの王妃にして、マリーの母。夫亡き後王国を発展させ、マリーを育ててきた。
マグナガルド
声 - 田村健一
ソロンの執事で、右目に眼帯をしている。ソロンの父に恩を感じており、彼の没後はソロンを育ててきた。
ターシャ
声 - 理多
アセイミーの主である、良き魔女。マグナガルドとはかつて夫婦関係にあった。
ウィッカ・アムリタ
声 - 天天
元暗殺者。トレジャーハンターとして、クリンとはライバル関係にある。
フィリア・セオリカス
声 - 田中美智
プリヴィティ聖教の司祭。
チッタ
声 - 理多
冒険者のための店を開くスウィニー族の少女。複数の町に支店があり、それぞれの店は彼女の親族が担っている。
オーラ
声 - 櫻レオナ
共和制に移行したアドリアス共和国の元王女で、共和国議会議長。
カール
豪商の息子を自称する男性。
フランク
リブファールの騎士で、ソロンを敵視している。

### ブレーマ教団関係者
ダリステス
声 - アドレナ・リン
ブレーマ教団教祖である、がたいのよい男性。
グリモア
声 - 如月葵
ダリステスの右腕で、裏の仕事を担当しているダークエルフの女性。
ダークエルフ故、幼い時にエルフの集落からのけ者にされ、ダリステスに拾われて育てられた。

## スタッフ
- 原画 - 神奈月昇
- シナリオ - 桜沢大、松木涼、箕崎准
- 主題歌
  - 作詞 - 桜沢大
  - 作曲 - 細井聡司
  - 歌 - 霜月はるか
- 挿入歌
  - 作詞 - 桜沢大
  - 作曲 - 吉田仁郎
  - 歌 - yuiko
  - 作詞 - 桜沢大
  - 作曲 - AmBush
  - 歌 - SAYAKA

## 関連商品
- 一迅社文庫より「魔王と踊れ! -白翼の姫-」のタイトルで小説化作品が発売された。著者は梅村崇。

1. 2010年7月17日発売　ISBN 978-4758041638
2. 2010年10月20日発売　ISBN 978-4758041850